# 부르크도르프성
부르크도르프성(독일어: Schloss Burgdorf)은 스위스 베른주의 부르크도르프 지자체에 있는 성이다. 스위스 국가중요문화재이다.

## 역사

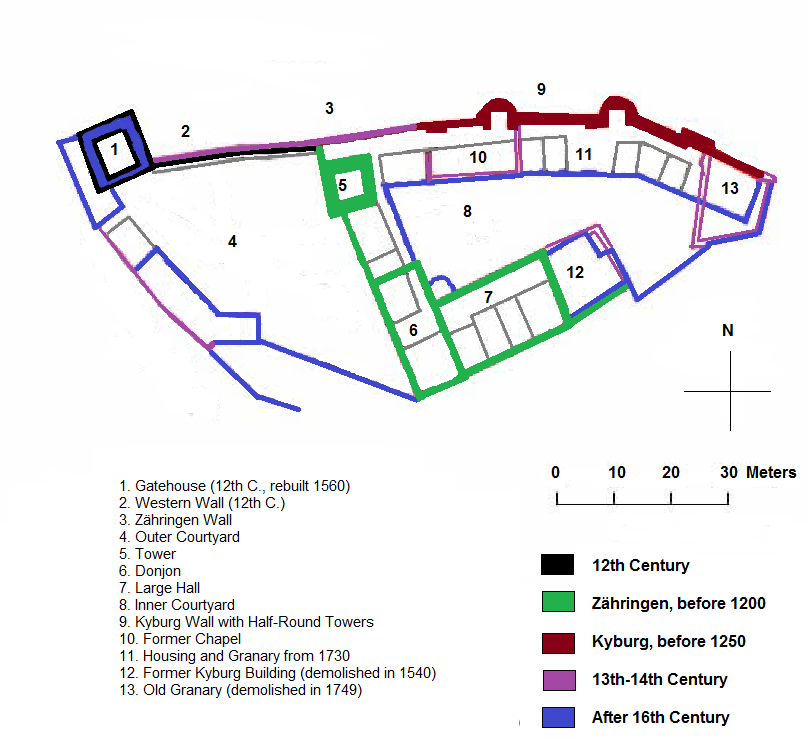
성의 건설 단계를 보여주는 구조도

중세 성기 동안 부르크도르프가 될 땅은 부르고뉴 왕국의 소유였으며, 1080년 이후에는 체링겐 공작이 소유했다. 왕이나 공작이 에메강의 왼쪽 제방에 성을 지었다. 이 성은 1080년에  castellum Bertoldi ducis로 처음 언급되었다. 1077년과 1084년에는 엠메의 요새가 언급되었고, 특정 성의 이름은 지정되지 않았지만, 부르크도르프를 언급했을 수 있다. 1139년에는 상성(上城)으로 언급되었는데, 이는 근처에 하성(下城)이 있었음을 암시한다. 1210년에는 카스텔로 부르크도르프(castello Burgdorf)라고 불렸다.
1090년, 체링겐가는 마지막 남성 후계자가 사망했을 때 라인펠더 가문의 땅을 상속받았다. 1127년에 체링겐의 공작 콘라드는 황제 로타르 3세로부터 부르고뉴의 대부분에 대한 총독직을 받았다. 이 권한으로 그들은 땅과 권력을 축적하기 시작했다. 이 기간 동안 체링겐가는 부르크도르프를 포함한 여러 도시를 건설했다. 1200년 체링겐 공작 베르톨트 5세 아래에서 부르크도르프성이 확장되었다. 오래된 성은 문과 연결된 벽으로 구성되었다. 베르톨트 5세는 타워, 천수각과 둘을 연결하는 홀을 추가했다. 오래된 시장과 마을은 언덕 기슭에 있는 성 북쪽에 있었다.
체링겐 계열이 소멸된 후 부르크도르프는 키부르크 백작에게 넘어갔다. 키부르크 또는 노이키부르크 백작 아래에서 부르크도르프 성은 백국령의 수도였으며, 백작은 부르크도르프 마을의 시장이었다. 키부르크가는 성에 요새를 추가했다. 북쪽 방벽이 확장되고 2개의 반원형 타워가 추가되었다. 동쪽 끝과 서쪽 홀이 건설되고 확장되었다. 1264년 키부르크 가문이 죽자 성은 키부르크의 안나와 결혼한 합스부르크의 에버하르트에게 넘어갔다. 에버하르트는 노이키부르크 백작이 되었다.
14세기에 노이-키부르크가는 점점 더 많은 빚을 지게 되었다. 1382년 11월 11일, 노이키부르크의 루돌프 2세 백작은 졸로투른을 습격하여 도시가 빚을 탕감하도록 하기 위해 노력했다. 베른의 경우 동맹 도시에 대한 이 공격은 도시가 노이키부르크 가문과의 유대를 끊을 수 있는 좋은 기회였다. 1383년 3월 베른-졸로투른 군대가 부르크도르프를 진군했다. 군대는 45일 동안 도시를 포위했지만 실패했다. 그러나 1384년 4월 5일 노이키부르크 백작은 평화를 대가로 부르크도르프와 툰의 도시와 성을 베른에 37,800길더에 팔도록 강요받았다.

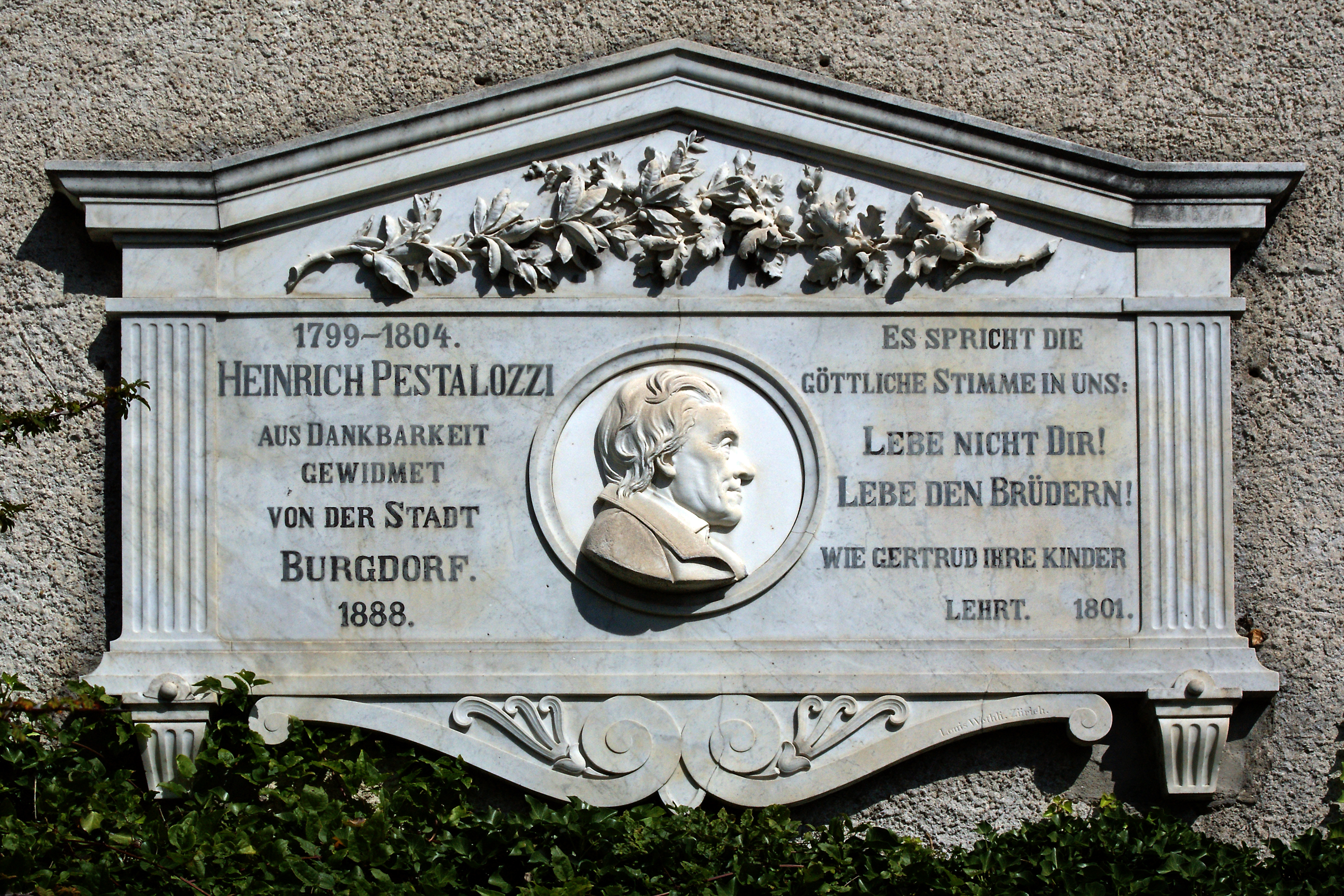
성에서 페스탈로치의 학교를 기억하는 명패

부르크도르프 전쟁 후 성은 베른 행정관의 관청이 되었다. 베른 관리하에 성은 다시 수정되었다. 키부르크가가 큰 홀에 추가한 것들은 1540년에 철거되었다. 1559년에 오래된 기초 위에 새로운 게이트 하우스가 세워졌다. 1580년에 작은 계단 탑이 천수각에 추가되었다. 1729년에 안뜰 동쪽에 새로운 건물이 추가되었으며 여기에는 아파트와 곡물 창고가 있다.
1798년 프랑스가 침공하여 헬베티아 공화국을 세웠던 시기에, 베른의 마지막 행정관인 에를라흐의 루돌프는 성이 약탈당하거나 불타지 않을까 걱정했다. 그는 모든 정부 기록을 가까운 교회로 옮겼다. 성은 보존되었고, 문서는 안전하게 남아 있었다. 헬베티아 공화국은 성은 처음에는 군 병원으로 사용했다. 그런 다음 1800년에 유명한 교육자인 하인리히 페스탈로찌가 성에 학교를 설립했다. 불과 4년 후, 주 정부가 성을 인수하여 관청으로 개조했다. 1886년에 성은 개조되었고, 소위 기사회관(Knight's Hall) 자리에 성 박물관을 개장했다.